# 동유럽 평원

유럽 대평원

동유럽 평원은 유럽 대평원의 일부에 속하며, 러시아의 서쪽의 거의 대부분과 캅카스산맥에서 동유럽까지 드넓게 펼쳐진 평원이다.

## 같이 보기
- 유럽 대평원